# Сокровище Амазонки
«Сокро́вище Амазо́нки» (англ. The Rundown, также известен под названием «Добро́ пожа́ловать в джу́нгли» англ. Welcome to the Jungle) — американский приключенческий фильм 2003 года, вторая режиссёрская работа в кино актёра Питера Берга. В главной роли снялся известный рестлер — Дуэйн «Скала» Джонсон.

## Сюжет
Бэк (Дуэйн Джонсон), специалист по выбиванию долгов и возвращению должников, получает задание вернуть непутёвого сынка криминального авторитета. За выполненную работу Бэку обещана крупная сумма, которая позволит ему выйти «на пенсию» и открыть свой ресторанчик. Проблема в том, что сынок этот убежал слишком уж далеко: сейчас он живёт где-то в дебрях Амазонки. Впрочем, найти Трэвиса не составило особого труда, но оказалось, что поймать его — это даже не пол-дела, и даже не четверть… Этот парнишка перешёл дорогу местному авторитету Хэтчеру, владельцу золотодобывающих рудников, которые местные жители справедливо называют адом на земле. Хэтчеру мало тянуть жилы из работяг-индейцев, наживая при этом баснословные барыши, он хочет наложить лапу и на древнего бога Гато, статуя которого по легенде выполнена из цельного золота. Для индейцев Гато — символ свободы, защитник и покровитель. Они тоже хотят найти древний тайник. А вот Трэвис, этот студент-недоучка, похоже, вышел на след. Так что Бэку придётся считаться и с жаждой наживы Хэтчера, и с чаяниями индейских повстанцев, и с огромным желанием самого Трэвиса отыскать древний артефакт. Но Бэк от задания не отступится. И дело не в вознаграждении. Бэк — человек слова. Если он пообещал что-то выполнить — он это выполнит.

## В ролях
- Дуэйн «Скала» Джонсон — Бэк (в титрах просто «Скала»)
- Шонн Уильям Скотт — Трэвис
- Розарио Доусон — Мариана
- Кристофер Уокен — Хэтчер
- Юэн Бремнер — Деклан
- Джон Гриз — Харви
- Уильям Лаккинг — Уокер
- Эрни Рейес мл.
- Арнольд Шварценеггер — камео (в титрах не указан)

## Критика
По состоянию на июль 2020 года фильм имеет рейтинг одобрения в 69 % на сайте Rotten Tomatoes, основанном на 153 рецензиях со средней оценкой 6,34 из 10. По мнению критиков сайта, «Фильм не открывает ничего нового, но это умный, смешной дружеский боевик с потрясающей комической химией между Дуэйном Джонсоном и Шоном Уильямом Скоттом». На Metacritic фильм получил 59 баллов из 100 на основе 36 критических оценок, что означает «смешанные или средние отзывы».